# Alex & Co.
Alex & Co. (Alex & Friends en España) es una comedia italiana de The Walt Disney Company, producida por 3Zero2. El estreno de la serie fue el 11 de mayo de 2015 en Disney Channel Italia, mientras que en España fue el 11 de enero de 2016 en Disney Channel.
La serie se estrenó el 25 de septiembre de 2017 en Disney Channel Latinoamérica.

## Sinopsis

### Temporada 1
Alex, un chico inteligente y divertido, se imagina que el instituto va a ser una fiestaza, pero el director quiere que su instituto sea el mejor de todos, por lo que insiste en que los alumnos se centren en las asignaturas tradicionales y dejen a un lado la música, el canto , el arte y  la interpretación. Alex y sus amigos no tendrán más alternativa que buscar una forma diferente de expresar su talento y creatividad.

### Temporada 2
El verano se ha acabado y los padres de Alex anuncian que se van a mudar a Estados Unidos. Alex no es feliz y, junto con su hermano mayor Joe y sus amigos, intentará hacer todo lo posible para quedarse. Mientras, en el Instituto Melsher comienza un nuevo curso y el grupo tiene muchas ganas de pasar tiempo juntos. La banda decidirá participar en The Talent, un talent show donde pueden ganar un contrato discográfico y una gira europea, pero tendrán que competir contra The Lindas, la banda de Linda y sus amigas.

### Temporada 3
Está a punto de comenzar un nuevo año en el Melsher Institute, al que ha llegado una nueva estudiante, Clio. La chica, que esconde un gran secreto, tendrá una relación muy problemática con Alex. Por otro lado, Emma va a tener graves problemas de salud debido al despido de su padre. Todo esto la llevará lejos de hacer realidad su sueño, de sus amigos, de su novio Christian y de grabar el disco que estaban preparando para la casa discográfica. Cuando las cosas empiezan a ir por el buen camino, aparecerá un artista enmascarado que ha empezado a tener éxito en internet que alterará el equilibrio del grupo.

### Episodios especiales
Alex y Nicole vuelven a estar juntos. Los Alex & Co. están invitados a la edición especial de "The Talent World", un programa donde los concursantes son los ganadores de las temporadas anteriores de The Talent en todo el mundo. Sin embargo, Alex y sus amigos deciden rechazar la invitación para centrarse en los proyectos musicales de su compañía discográfica. Nicole, de hecho, tiene un nuevo gran sueño: conseguir que Bakìa, la estrella del pop del momento, cante la canción que está escribiendo.
Alex, Nicole, Emma, Ray y Rebecca van a la villa de Matt por su cumpleaños. Durante la fiesta, Nicole descubre que, junto a la casa de Matt, Bakìa está filmando un nuevo video musical. Nicole intenta acercarse a la cantante, pero tiene un grave accidente. Gracias a la ayuda de una chica desconocida, Penny, Nicole está a salvo, pero su salvadora ha desaparecido misteriosamente. Alex y sus amigos están desesperados: Nicole está en coma y no saben cuándo se despertará.

## Elenco
| Actor/Actriz            | Personajes                   | Temporadas  | Temporadas  | Temporadas  | Temporadas  | Temporadas  |
| Actor/Actriz            | Personajes                   | 1           | 2           | 3           | 3           | Especial    |
| Actor/Actriz            | Personajes                   | 1           | 2           | 3a          | 3b          | Especial    |
| Principales             | Principales                  | Principales | Principales | Principales | Principales | Principales |
| ----------------------- | ---------------------------- | ----------- | ----------- | ----------- | ----------- | ----------- |
| Leonardo Cecchi         | Alex Leoni                   | Principal   | Principal   | Principal   | Principal   | Principal   |
| Eleonora Gaggero        | Nicole De Ponte              | Principal   | Principal   | Principal   | Principal   | Principal   |
| Beatrice Vendramin      | Emma Ferrari                 | Principal   | Principal   | Principal   | Principal   | Principal   |
| Saul Nanni              | Christian Alessi             | Principal   | Principal   | Principal   |             |             |
| Federico Russo          | Sam Costa                    | Principal   | Principal   | Principal   |             |             |
| Miriam Dossena          | Clio Pinto                   |             |             | Principal   | Principal   |             |
| Giulia Guerrini         | Rebecca Guglielmino          | Recurrente  | Recurrente  | Recurrente  | Principal   | Principal   |
| Riccardo Alemanni       | Ray                          |             |             | Recurrente  | Principal   | Principal   |
| Luca Valenti            | Matteo «Matt»                |             |             |             | Recurrente  | Principal   |
| Olivia Mai-Barrett      | Penny Mendez                 |             |             |             |             | Principal   |
| Recurrentes e invitados |                              |             |             |             |             |             |
| Roberto Citran          | Amedeo Augusto Ferrari       | Recurrente  | Recurrente  | Recurrente  | Recurrente  |             |
| Debora Villa            | Nina                         | Recurrente  | Recurrente  | Recurrente  | Recurrente  |             |
| Nicola Stravalaci       | Profesor «Escorpión» Strozzi | Recurrente  | Recurrente  | Recurrente  | Recurrente  |             |
| Michele Cesari          | Profesor Giovanni Belli      | Recurrente  | Recurrente  | Recurrente  | Invitado    |             |
| Lucrezia Di Michele     | Linda Rossetti               | Recurrente  | Recurrente  | Recurrente  | Recurrente  | Recurrente  |
| Asia Corvino            | Samantha Ferri               | Recurrente  | Recurrente  | Recurrente  | Recurrente  | Recurrente  |
| Anis Romdhane           | Barto                        | Recurrente  | Recurrente  |             |             |             |
| Daniele Rampello        | Tom                          | Recurrente  | Recurrente  |             |             |             |
| Jgor Barbazza           | Igor Alessi                  | Invitado    |             |             |             |             |
| Linda Collini           | Monica Alessi                | Invitada    |             |             |             |             |
| Gabriella Franchini     | Wilma                        | Invitada    | Invitada    |             |             |             |
| Sara Ricci              | Sara De Ponte                | Invitada    |             |             |             |             |
| Sara D'Amario           | Sara De Ponte                |             |             |             |             | Invitada    |
| Riccardo Festa          | Rick De Ponte                | Invitado    |             |             |             | Invitado    |
| Elena Lietti            | Elena Leoni                  | Invitada    | Invitada    |             |             |             |
| Enrico Oetiker          | Joe Leoni                    | Invitado    | Invitado    |             |             |             |
| Massimiliano Magrini    | Diego Leoni                  | Invitado    | Invitado    |             |             |             |
| Chiara Iezzi Cohen      | Victoria Williams            |             | Recurrente  |             |             |             |
| Jacopo Coleschi         | David                        |             | Invitado    |             |             |             |
| Jody Cecchetto          | Jody                         |             | Invitado    |             |             |             |
| Sara Borsarelli         | Diana Jones                  |             |             | Recurrente  |             |             |
| Enrica Pintore          | Sara                         |             |             | Recurrente  | Recurrente  |             |
| Paolo Fantoni           | Ivan                         |             |             |             | Recurrente  |             |
| Arianna Amadei          | Giada Guglielmino            |             |             |             | Recurrente  | Recurrente  |
| Michelle Carpente       | Erika                        |             |             |             | Invitada    | Invitada    |
| Shannon Gaskin          | Camilla Young                |             |             |             |             | Recurrente  |
| Merissa Porter          | Bakìa                        |             |             |             |             | Recurrente  |
| Ben Richards            | Freddy Wolf                  |             |             |             |             | Recurrente  |
| Yvonne Giovanniello     | Sonia                        |             |             |             |             | Invitada    |
| Massimiliano Varrese    | Arturo                       |             |             |             |             | Invitado    |

## Episodios
| Temporada               | Temporada            | Episodios              | Emisión original en Italia                                          | Emisión original en Italia                                          | Emisión en España                                              | Emisión en España                                              | Emisión en Latinoamérica                                            | Emisión en Latinoamérica                                            |
| Temporada               | Temporada            | Episodios              | Estreno                                                             | Final                                                               | Estreno                                                        | Final                                                          | Estreno                                                             | Final                                                               |
| ----------------------- | -------------------- | ---------------------- | ------------------------------------------------------------------- | ------------------------------------------------------------------- | -------------------------------------------------------------- | -------------------------------------------------------------- | ------------------------------------------------------------------- | ------------------------------------------------------------------- |
|                         | 1                    | 13                     | 11 de mayo de 2015                                                  | 27 de mayo de 2015                                                  | 11 de enero de 2016                                            | 1 de febrero de 2016                                           | 25 de septiembre de 2017                                            | 12 de octubre de 2017                                               |
|                         | 2                    | 18                     | 27 de septiembre de 2015                                            | 29 de noviembre de 2015                                             | 12 de septiembre de 2016                                       | 11 de octubre de 2016                                          | 16 de octubre de 2017                                               | 14 de noviembre de 2017                                             |
|                         | 3                    | 10 (Italia) 8 (España) | 24 de septiembre de 2016                                            | 22 de octubre de 2016                                               | 20 de marzo de 2017                                            | 30 de marzo de 2017                                            | Cancelado                                                           | Cancelado                                                           |
| 10 (Italia) 12 (España) | 3                    | 21 de enero de 2017    | 18 de febrero de 2017                                               | 19 de junio de 2017                                                 | 6 de julio de 2017                                             | Cancelado                                                      | Cancelado                                                           |                                                                     |
|                         | Película             | Película               | Come diventare grandi nonostante i genitori 24 de noviembre de 2016 | Come diventare grandi nonostante i genitori 24 de noviembre de 2016 | Alex & Friends. Sobreviviendo a los padres 16 de abril de 2017 | Alex & Friends. Sobreviviendo a los padres 16 de abril de 2017 | Alex & Co.: Cómo crecer a pesar de tus padres 10 de febrero de 2018 | Alex & Co.: Cómo crecer a pesar de tus padres 10 de febrero de 2018 |
|                         | Episodios especiales | 4                      | 26 de junio de 2017                                                 | 29 de junio de 2017                                                 | Cancelado                                                      | Cancelado                                                      | Cancelado                                                           | Cancelado                                                           |

1. ↑  Se anunciaron para abril de 2019  pero nunca se llegaron a emitir.

## Producciones relacionadas

### Película
El 24 de noviembre de 2016 se estrenó en Italia Come diventare grandi nonostante i genitori, una película basada en los personajes de Alex & Co. dirigida por Luca Lucini.

### Spin-off: Penny en M.A.R.S.
El 29 de junio de 2017, después del último episodio de Alex & Co., se anunció Penny en M.A.R.S., el spin-off de la serie que sigue las aventuras de Penny y Camilla, personajes que ya aparecieron en los episodios especiales de la serie original.

## Doblaje
| Personaje                                                                   | Actor original      | Actor de doblaje (España)              | Actor de doblaje (Latinoamérica)               | Temporadas |
| --------------------------------------------------------------------------- | ------------------- | -------------------------------------- | ---------------------------------------------- | ---------- |
| Alex Leoni                                                                  | Leonardo Cecchi     | Miguel Antelo                          | Thomas Lepera                                  | 1-         |
| Emma Ferrari                                                                | Beatrice Vendramin  | Candela Moreno                         | Malena Oriolo                                  | 1-         |
| Nicole De Ponte                                                             | Eleonora Gaggero    | Marta Almazán                          | Azul Botticher                                 | 1-         |
| Samuele "Sam" Costa                                                         | Federico Russo      | Mario García                           | Cristian Peirano                               | 1-         |
| Christian Alessi                                                            | Saul Nanni          | Nacho Aldeguer                         | Braian Pavón                                   | 1-         |
| Créditos técnicos                                                           |                     |                                        |                                                |            |
| Estudio de doblaje                                                          | Estudio de doblaje  | SDI MEDIA, Madrid, Barcelona, Santiago | Media Pro Com - Munro, Buenos Aires, Argentina | N/A        |
| Director de doblaje                                                         | Director de doblaje | Mayte Tajadura                         | Raúl Aldana                                    | N/A        |
| Traductor                                                                   | Traductor           | Alicia González-Camino                 | -                                              | N/A        |
| Adaptador                                                                   | Adaptador           | Mayte Tajadura                         | -                                              | N/A        |
| Doblaje al español producido por Disney Character Voices International Inc. |                     |                                        |                                                |            |

## Banda sonora

### ÁlbumWe Are One
El primer álbum de la serie, titulado We Are One se estrenó el 29 de enero de 2016 en Italia, mientras que en España y Latinoamérica todavía no está confirmado. Contiene canciones de la primera y segunda temporada.
| N.º | Título | Escritor(es)                                       | Duración |  |
| 1.  | «Music Speaks» (Leonardo Cecchi, Eleonora Gaggero, Beatrice Vendramin, Saul Nanni & Federico Russo)         | Federica Camba, Daniele Coro & Enrico Sibilla      | 3:06     |  |
| 2.  | «All the While» (Leonardo Cecchi & Eleonora Gaggero)                                                        | Federica Camba, Daniele Coro & Enrico Sibilla      | 3:34     |  |
| 3.  | «Unbelievable» (Leonardo Cecchi, Eleonora Gaggero, Beatrice Vendramin, Saul Nanni & Federico Russo)         | Federica Camba, Daniele Coro & Enrico Sibilla      | 3:55     |  |
| 4.  | «Truth or Dare» (Leonardo Cecchi, Eleonora Gaggero, Beatrice Vendramin, Saul Nanni & Federico Russo)        | Gaetano Cappa                                      | 3:12     |  |
| 5.  | «We Are One» (Leonardo Cecchi, Eleonora Gaggero, Beatrice Vendramin, Saul Nanni & Federico Russo)           | Federica Camba, Daniele Coro & Enrico Sibilla      | 3:32     |  |
| 6.  | «Likewise» (Giulia Guerrini & Federico Russo)                                                               | Federica Camba, Daniele Coro & Enrico Sibilla      | 3:47     |  |
| 7.  | «Oh My Gloss!» (Lucrezia di Michele, Giulia Guerrini & Asia Corvino)                                        | Gaetano Cappa & Salvatore Iorio                    | 3:23     |  |
| 8.  | «Incredibile» (Leonardo Cecchi & Beatrice Vendramin)                                                        | Federica Camba, Daniele Coro & Enrico Sibilla      | 3:55     |  |
| 9.  | «Music Speaks (Remix)» (Leonardo Cecchi, Eleonora Gaggero, Beatrice Vendramin, Saul Nanni & Federico Russo) | Federica Camba, Daniele Coro & Enrico Sibilla      | 3:33     |  |
| 10. | «Wake Up» (The Vamps)                                                                                       | Ammar Malik, Steve Mac, Ross Golan & Kevin Snevely | 3:13     |  |

### ÁlbumWelcome To Your Show
El segundo álbum de la serie, titulado Welcome To Your Show se estrenó el 9 de diciembre de 2016 en Italia, mientras que en España todavía no está confirmado. Contiene todas las canciones de We Are One excepto Wake Up más 4 canciones nuevas de la tercera temporada y 2 de la película.
| N.º | Título | Escritor(es)                                  | Duración |  |
| 10. | «I Am Nobody» (Leonardo Cecchi)                                                                             | Gaetano Cappa                                 | 3:05     |  |
| 11. | «So Far Yet So Close» (Beatrice Vendramin, Riccardo Alemanni)                                               | Gaetano Cappa                                 | 3:08     |  |
| 12. | «The Magic Of Love» (Leonardo Cecchi)                                                                       | Federica Camba, Daniele Coro & Enrico Sibilla | 3:36     |  |
| 13. | «Welcome To Your Show» (Leonardo Cecchi, Eleonora Gaggero, Beatrice Vendramin, Saul Nanni & Federico Russo) | Federica Camba, Daniele Coro & Enrico Sibilla | 3:17     |  |
| 14. | «I Can See The Stars» (Leonardo Cecchi, Eleonora Gaggero, Beatrice Vendramin, Saul Nanni & Federico Russo)  | Fabrizio Campanelli                           | 3:39     |  |
| 15. | «The Strawberry Place» (Leonardo Cecchi, Eleonora Gaggero, Beatrice Vendramin, Saul Nanni & Federico Russo) | Fabrizio Campanelli                           | 3:58     |  |

### Canciones
La serie cuenta con quince canciones en total (dos canciones en la primera temporada, cinco en la segunda, cuatro en la tercera, dos en los episodios especiales y dos en la película).

#### Temporada 1
1. Music Speaks (tema principal de la serie), cantada por Sound Aloud (que se convertirá en Alex & Co. en la segunda temporada)
2. All the While, cantada por Leonardo Cecchi y Eleonora Gaggero (Alex y Nicole)

#### Temporada 2
1. We Are One, cantada por Alex & Co.
2. Likewise, cantada por Giulia Guerrini y Federico Russo (Rebecca y Sam)
3. Unbelievable, cantada por Alex & Co.
4. Oh my gloss, cantada por The Lindas (Lucrezia Di Michele, Giulia Guerrini y Asia Corvino)
5. Truth or dare, cantada por Alex & Co.

#### Temporada 3
1. I Am Nobody, cantada por Leonardo Cecchi (Alex como Nobody)
2. Welcome To Your Show, cantada por Alex & Co.
3. So Far Yet So Close, cantada por Beatrice Vendramin y Riccardo Alemanni (Emma y Ray)
4. The Magic Of Love, cantada por Leonardo Cecchi (Alex)

#### Episodios especiales
1. Live It Up, cantada por Merissa Porter (Bakìa)
2. The Universe Owes You One, cantada por Leonardo Cecchi y Merissa Porter (Alex y Bakìa)

#### Película
1. I Can See The Stars, cantada por Alex & Co.
2. The Strawberry Place, cantada por Alex & Co.